# くんち
くんちとは、九州北部における秋祭りに対する呼称。収穫を感謝して奉納される祭である。「おくんち」と称される場合もある。
ほとんどのくんち行事に共通する要素として、神社から御旅所まで神輿による御神幸が行われることがある。またそこに大名行列や稚児行列、山車（曳山、山笠など）、囃子、踊り、獅子舞などが加わるが、何が加わるかについてはその地域ごとに大きく異なり、同じ「くんち」と一括りにできないほど多彩なものになっている。
現代においては御神幸よりもそれに加わるものの方がイベントとしてメインの扱いを受けており、神事としての意味合いはかなり薄れている。

## 語源
多くのくんちでは平仮名表記の「（お）くんち」を正式名称として使っているが、語源の説により「（御）九日」、「（御）供日」「（御）宮日」と幾つかの漢字表記がある。

### 九日説
平安貴族の宮中行事であった旧暦の9月9日、重陽の節句に行われた祭であることから「九日（くんち）」という呼び名が定着したという説。長崎など、この説を有力としている地区が多い。9月19日、9月29日を含めた日程で三九日（さんくにち、みくにち）としての祭礼を行っている地域もあり、これが元ともいわれる。
現在は参加者の都合から休日などに日程をずらして行われているくんちも多い。この説をとる祭りが多いにもかかわらず漢字表記として「九日」が使われることがほとんどないのは、日程について誤解を与えないためであるとされる。
昔から九日に行われていなかったくんちもあるが、これに対しては呼び名だけが伝わったためという説明がされる。

### 供日説
収穫した作物を神に供える日、「供日（くにち）」から転じて「くんち」になったとする説。漢字表記がされる場合にはこの表記が使われていることも多いが、後から当て字として考えられたものともいわれる。

### 宮日説
お宮に対して祭を行うため「宮日」ということだが、くんちの呼称が秋祭りに限られることが説明しにくいため、後から当て字として考えられたものともいわれる。

## 各地のくんち

### 日本三大くんち
- 長崎くんち（長崎県長崎市）
- 唐津くんち（佐賀県唐津市）
- 博多おくんち（福岡県福岡市）

この「日本三大くんち」が選定されたのは、早くとも博多おくんちが始まった1953年（昭和28年）より後と考えられる。どこの誰がどういう基準で選んだものかについては、比較的近年のことだがわかっていない。

### その他のくんち

#### 長崎県
- 飽の浦くんち（長崎市、伊勢宮神社、10月16日～17日）
- 畝刈くんち（長崎市、熱田神社、10月17日）
- 稲佐くんち（長崎市、淵神社、10月20日～21日）
- 岩屋くんち（長崎市、岩屋神社、10月23日）
- 浦上くんち（長崎市、山王神社、10月17日）
- 大浦くんち（長崎市、大浦諏訪神社、10月16日～17日）
- 大崎くんち（長崎市、賀茂神社、10月15日～16日）
- 神の島くんち（長崎市、池之神社、9月23日）
- 北浦くんち（長崎市、大山祇神社、11月3日）
- 木鉢くんち（長崎市、木鉢神社、11月3日）
- 古賀くんち（長崎市、八幡神社、10月29日）
- 小ケ倉くんち（長崎市、小ケ倉神社、11月3日）
- 式見くんち（長崎市、乙宮神社、10月29日）
- 佐世保くんち（佐世保市、亀山八幡宮、11月1日～3日）
- 志佐くんち（松浦市、淀姫神社、10月26日）
- 城山くんち（長崎市、城山八幡神社、10月16日～17日）
- 住吉くんち（長崎市、住吉神社、10月10日～11日）
- 田上くんち（長崎市、田上稲荷神社、10月11日）
- 立岩くんち（長崎市、立岩神社、10月17日）
- 立神くんち（長崎市、桜谷神社、11月3日）
- 手熊くんち（長崎市、白髭神社、10月19日）
- 戸石くんち（長崎市、戸石神社、10月17日）
- 土井首くんち（長崎市、大山祇神社、11月3日）
- 戸町くんち（長崎市、戸町神社、10月19日）
- 中尾くんち（長崎市、大山神社、9月15日）
- 滑石くんち（長崎市、滑石太神宮、10月10日）
- 西泊くんち（長崎市、天満神社、11月3日）
- 日見くんち（長崎市、天満神社、10月24日）
- 平戸くんち（平戸市、亀岡神社、10月24日～27日）
- 平山くんち（長崎市、天満神社、11月3日）
- 深堀くんち（長崎市、深堀神社、10月17日）
- 福田くんち（長崎市、福田天満神社、10月25日）
- 三重くんち（長崎市、皇太神社、10月17日）
- 水の浦くんち（長崎市、湊明神神社、10月17日）
- 茂木くんち（長崎市、裳着神社、10月23日～24日）
- 矢上くんち（長崎市、矢上神社、10月17日）
- 若宮くんち（長崎市、若宮稲荷神社、10月14日～15日）

※ 長崎市の各地域で行われるくんちを総称して、「郷（さと）くんち」とも呼ばれる。

#### 佐賀県
- 有田くんち（西松浦郡有田町、陶山神社・椎谷神社、10月16日～17日）
- 稲佐くんち（杵島郡白石町、稲佐神社、10月19日）
- おくんち（杵島郡北方町、熊野神社・青幡神社・若松神社・大渡天満宮・富吉神社・海童神社・杉岡神社・稲主神社・大崎八幡神社、10月19日）
- おくんち（杵島郡江北町、堤雄神社・大江大神宮・天子社、10月19日）
- おくんち（杵島郡大町町、福母八幡宮、10月19日）
- 伊万里くんち（伊万里市、伊萬里神社、10月22日～24日）
- 相知くんち（唐津市、熊野神社、10月第3金曜～日曜）
- 鏡くんち（唐津市、鏡神社、10月第3土曜～日曜）
- 塩田くんち（嬉野市、丹生神社、11月2日～3日）
- 武雄くんち（武雄市、武雄神社、10月23日）
- 納所くんち（唐津市、住吉神社、9月29日）
- 浜崎くんち（唐津市、諏訪神社、11月23日）
- 本山くんち（唐津市、住吉神社、11月第2土日）

#### 福岡県
- 現人神社おくんち（那珂川市、現人神社、10月第3日曜）
- 浮羽おくんち（うきは市、賀茂神社、4月11日）
- 北野くんち（久留米市、北野天満宮、10月第3日曜）
- 高良山くんち（久留米市、高良大社、10月9日）
- 若宮おくんち（うきは市、若宮八幡宮、10月17日～18日）